# I Look to You
I Look to You (рус. Я стремлюсь к тебе) — седьмой и последний студийный альбом американской певицы Уитни Хьюстон, выпущенный в 2009 году на лейбле Arista Records. Это первый студийный альбом певицы после шестилетнего затишья.

## Предыстория и запись
После нескольких заявлений, начиная с 2004 года, о записи и выпуске нового альбома, в феврале 2008 года Клайв Дэвис, тогда главный креативный директор Sony BMG, рекорд-продюсер и наставник Хьюстон, заявил, что новый альбом планируется выпустить осенью того же года. Дэвис также заявил, что альбом не будет подстроен под современный хип-хоп маркетинг, ведь «публика хочет Уитни». Однако выпуск альбома был в очередной раз отложен. Но в июле 2008 года новая песня Хьюстон «Like I Never Left», исполненная с Эйконом, а также некоторые демо-версии попали в интернет.
После выступления певицы в феврале 2009 года на вечеринке Дэвиса, посвященной очередной церемонии награждения премии Грэмми, продюсер заявил, что Хьюстон действительно работает над новым диском. В июле 2009 года новая баллада «I Didn't Know My Own Strength» также попала в сеть.
Позднее стало известно, что над альбомом работали такие известные продюсеры и авторы, как Дайан Уоррен и Дэвид Фостер («I Didn't Know My Own Strength»), Эйкон («Like I Never Left»), Клод Келли, Ар Келли («I Look To You», «Salute»), Алиша Киз и Swizz Beatz («Million Dollar Bill»), Danja («Nothin' But Love»), Джонта Остин и Stargate («Call You Tonight») и другие.

## Выпуск
Альбом был выпущен в Германии и Италии 28 августа, в США - 31 августа, в Испании - 1 сентября, в Австралии - 4 сентября, в Японии - 16 сентября, в Великобритании - 19 октября 2009 года под названием «I Look to You» («Я стремлюсь к тебе»).

## Продажи
Альбом дебютировал на первой строчке американского музыкального чарта Billboard 200 с количеством продаж в 305 000 копий в первую неделю. «I Look to You» повторил успех саундтрека к «Телохранителю» 1992 года и студийного альбома «Whitney» 1987 года, достигнув вершины главного чарта США.
1 декабря 2009 года официальный сайт певицы сообщил о том, что альбом «I Look to You» сертифицирован как платиновый в США, поскольку к тому моменту тираж копий составил один миллион. Согласно Nielsen SoundScan, сумма проданных копий составила около 818 тысяч на тот же момент.
В январе 2010 года было объявлено, что альбом получил двойной платиновый статус.

## Промоушн и скандал с «Грэмми»
В целях коммерческого продвижения альбома до его выпуска была организована эксклюзивная серия сессий прослушивания и вечеринок для специальных гостей и медиа, состоявшихся в июле в Лондоне, Нью-Йорке и Лос-Анджелесе.
2 сентября Хьюстон дала небольшой бесплатный концерт из четырёх песен в Центральном парке Нью-Йорка из серии осенних концертов программы "Доброе утро, Америка" телеканала ABC.
Также Хьюстон дала первое за семь лет интервью Опре Уинфри, которое транслировалось в середине сентября в двух частях. Опра назвала это интервью "самым ожидаемым музыкальным интервью декады" и "самым лучшим интервью, которое она когда-либо делала".
Однако, несмотря на долгожданность и коммерческий успех диска, ни сам альбом, ни его авторы, ни одна из  композиций, ни сама Хьюстон не получили ни одной номинации на премию Грэмми, что оказалось большим разочарованием и удивило многих.

## Мировое турне
Осенью певица появилась с выступлениями в ряде европейских телепрограмм, рекламируя новый альбом. Также в октябре было объявлено о новом, первом после «My Love Is Your Love World Tour» 1999 года, мировом турне в поддержку альбома под названием «I Look to You Tour», который начался в декабре 2009 года с Москвы и Санкт-Петербурга. Во время своего выступления в Москве, певица посвятила заглавную песню своего нового альбома памяти жертв пожара в ночном клубе «Хромая лошадь». Турне продолжилось в Азии, Австралии и Европе с февраля 2010 года под названием «Nothing But Love World Tour».

## Синглы
Два первых сингла с альбома выпущены друг за другом.
- Песня «I Look to You» стала заглавной композицией и премьерным синглом с альбома. Официальная премьера песни на американском радио состоялась 23 июля; с 27 по 31 июля песня была доступна для свободного скачивания с официального сайта[23]. Сингл также присутствовал в чартах.
- Вторым, коммерческим, синглом с альбома стала песня «Million Dollar Bill» («Миллиондолларовая купюра»), которая появилась на американском радио в середине августа[24].

## Список композиций
| #   | Название                                     | Автор                     | Продюсер                                        | Продолжительность |
| --- | -------------------------------------------- | ------------------------- | ----------------------------------------------- | ----------------- |
| 1.  | "Million Dollar Bill"                        | Алиша Киз                 | Swizz Beatz                                     | 3:24              |
| 2.  | "Nothin' But Love"                           | Fernando Garibay          | Натаниел "Danja" Хиллс                          | 3:35              |
| 3.  | "Call You Tonight"                           | Джонта Остин              | Stargate                                        | 4:08              |
| 4.  | "I Look to You"                              | Ар Келли                  | Christopher "Tricky" Stewart, Harvey Mason, Jr. | 4:25              |
| 5.  | "Like I Never Left" (с Akon)                 | Клод Келли, Уитни Хьюстон | Аляун "Akon" Тиман                              | 3:49              |
| 6.  | "A Song for You" (Кавер песни Леона Рассела) | Леон Расселл              | Harvey Mason, Jr.                               | 4:11              |
| 7.  | "I Didn't Know My Own Strength"              | Дайан Уоррен              | Дэвид Фостер                                    | 3:40              |
| 8.  | "Worth It"                                   | Джонта Остин              | Eric Hudson                                     | 4:39              |
| 9.  | "For the Lovers"                             | Клод Келли                | Натаниел "Danja" Хиллс                          | 4:14              |
| 10. | "I Got You"                                  | Клод Келли, Уитни Хьюстон | Аляун "Akon" Тиман                              | 4:12              |
| 11. | "Salute"                                     | Ар Келли                  | Christopher "Tricky" Stewart                    | 4:10              |

Бонусные треки
1. "I Didn't Know My Own Strength" (Remix)